# Cistus osbeckiifolius
Cistus osbeckiifolius là một loài thực vật có hoa trong họ Nham mân khôi. Loài này được Webb mô tả khoa học đầu tiên năm 1887.

## Hình ảnh

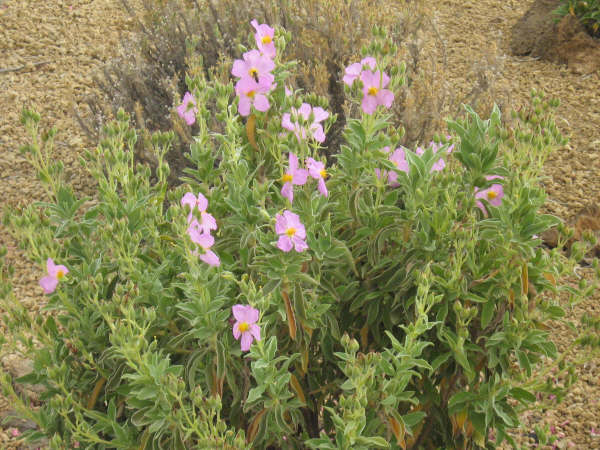